# Владимир Мајаковски
Владимир Владимирович Мајаковски (Багдати поред Кутаисија, 19. јул 1893 – Москва, 14. април 1930)  био је руски књижевник и сликар.
Током свог раног пререволуционарног периода који је довео до 1917. године, Мајаковски је постао познат као истакнута личност руског футуристичког покрета. Он је један од потписника футуристичког манифеста „Шамар јавном укусу“ (1913) и написао је песме попут „Облак у панталонама“ (1915) и „Флаута-кичма“ (1916). Мајаковски је током своје каријере произвео велики и разнолик опус садржаја: он је писао песме, писао и режирао драме, појављивао се у филмовима, уређивао уметнички часопис ЛЕФ и производио агитпроп плакате у знак подршке Комунистичкој партији током Грађанског рата у Русији 1917–1922. Иако је рад Мајаковског редовно показивао идеолошку и патриотску подршку идеологији бољшевика и велико дивљење према Владимиру Лењину, његов однос са совјетском државом увек је био сложен и често буран. Мајаковски се често нашао у сукобу са све већим укључивањем совјетске државе у културну цензуру и развојем државне доктрине социјалистичког реализма. Дела која су критиковала или сатирала аспекте совјетског система, попут песме „Разговор са порезником о поезији” (1926), и драма „Стеница” (1929) и Купатило (1929), наишла су на ниподаштавање совјетске државе и књижевног естаблишмента.
Мајаковски је 1930. године преминуо извршивши самоубиство. Иако су Мајаковског раније оштро критиковали совјетски владини органи, попут Руског удружења пролетерских писаца (РАПП), генерални секретар ЦК КПСС Јосиф Стаљин описао је Мајаковског након његове смрти као „најбољег и најталентованијег песника наше совјетске епохе”.

## Биографија
Пошао је у сликарску школу, био затворен због социјалистичке агитације, одушевљено прихватио Октобарску револуцију и ставио у њену службу свој песнички и сликарски таленат. Песнички рад почео је као футуриста, стојећи уједно на челу тога покрета. Настојао је да створи нову поезију која би одговарала урбаном, а затим и револуционарном раздобљу историје Русије и човечанства. Увео је у поезију вулгаризме, жаргонске речи, намерно грубе антиестетизме, стварао властите кованице, служио се врло често игром речи, дотада непознатим метафорама, а посебно је волео хиперболе.
Разбио је традиционалну ритмичку структуру стиха и створио нови, у графичком слогу "степенасти" стих, који посебно погодује ставу реторичког песника који се директно обраћа великом аудиторијуму. Смисао такве поезије одвео га директно на револуционарну трибину, митинг. Експерименталну лирику следе велике лирске поеме монолошког типа "Облак у панталонама“, „Рат и свет“, „Човек“. Стављајући поезију свесно у службу револуције, писао је агитацијске песме ("Леви марш"), сценско дело на тему револуције с библијским мотивима "Мистерија Буфо".
Својим делом извршио је велики утицај на развој совјетске поезије, а деловао је и на песнике изван СССР (Арагон, Бехер, Вапцаров и др.)

## Оснивач руског футуризма
Мајаковски је био један од оснивача руског футуризма. Године 1912. појавио се "Шамар јавном укусу", манифест руског футуризма, који су потписали: Давид Бурљук, Александар Кручоних, Владимир Мајаковски и Виктор Хлебњиков. Увео је нове жанрове поеме: лирске репортаже, лирско-епске поеме, лирско-фантастичне поеме.

## Трагична смрт
Живео је снажним, динамичним и пуним животом човека и песника, а умро је тихо и повучено: претпоставља се да
се убио априла 1930. године. Тај његов чин остао је тајна. Песник је јавно изјавио "Мрзим све оно где се смрт јавља и снује! Обожавам живот па ма какав био." Он је осудио самоубиство песника Сергеја Јесењина, али је у опроштајном писму написао: "Ово није начин (другима га не препоручујем), али ја немам излаза."

## Дела

### Поеме
- Облак у панталонама (Облако в штанах, 1915)
- Флаута-кичма (Флейта-позвоночник, 1915)
- Рат и свет  (Война и мир, 1917)
- Човек (Человек, 1918)
- 150 000 000 (1921)
- О томе (Про это, Pro eto, 1923)
- Владимир Илич Лењин (Владимир Ильич Ленин, 1924)
- Летећи пролетер (Летающий пролетарий, 1925)
- У реду! (Хорошо!, 1927)
- На сав глас (1930)
- Рат и свет
- Човек
- Леви марш

#### Песнички циклуси и збирке
- Први (Первое, 1912–1924, 22 поеме)
- Ја (Я, 1914, 4 поеме)
- Сатире. 1913–1927 (23 поеме, укључујући „Узми то!”, 1914)
- Рат (Война, 1914–1916, 8 поема)
- Лирика (Лирика, 1916, Лирика, 1916, 3 поеме)
- Револуција (Революция, 1917–1928, 22 поеме, укључујући „Оде револуцији”, 1918; „Леви марш”, 1919)
- Свакодневни живот (Быт, 1921–1924, 11 поема, укључујући „На ђубрету”, 1921, „Поновне конференције”, 1922)
- Уметност комуне (Искусство коммуны, 1918–1923,  11 поема, укључујући „Наредба војсци уметности”, 1918)
- Агитпоеме (Агитпоэмы, 1923, 6 поема, укључујући "The Mayakovsky Gallery")
- Запад (Запад, 1922–1925, 10 поема, укључујући "How Does the Democratic Republic Work?", and the 8-poem Paris cycle)
- Америчке поеме (Стихи об Америке, 1925–1926, 21 поема, укључујући „Бруклински мост”)
- О поезији (О поэзии, 1926, 7 поема, укључујући „Разговор са порезником о поезији”, „За Сергеја Јесењина”)
- Сатире. 1926 (Сатира, 1926. 14 поема)
- Лирика. 1918–1924 (Лирика. 12 поема, укључујући "Ја волим", 1922)
- Публицистика (Публицистика, 1926, 12 поема, укључујући „За другове Нета, пароброд и човек”, 1926)
- Дечија соба (Детская, 1925–1929. 9 поема за децу, укључујући „Шта је добро, а шта лоше”)
- Поеме. 1927–1928 (56 поема, укључујући „Лењин са нама!”)
- Сатире. 1928 (Сатира. 1928, 9 поема)
- Културна револуција (Культурная революция, 1927–1928, 20 поема, укључујући „Пиво и социјализам”)
- Агит…(Агит…, 1928, 44 поеме, укључујући „'Јид'”)
- Путеви (Дороги, 1928, 11 поема)
- Први од пет (Первый из пяти, 1925, 26 poems)
- Напред-назад (Туда и обратно, 1928–1930, 19 поема, укључујући „Песма совјетског пасоша”)
- Страшан смех (Грозный смех, 1922–1930; више од 100 поема, објављено постхумно, 1932–1936)
- Поеме, 1924–1930 (Стихотворения. 1924–1930, укључујући „Писмо другу Кострову о суштини љубави”, 1929)
- Ко ја треба да постанем? (Кем Быть, Кеб бит'?, објављено постхумно 1931, поема за децу, илустровао Н. А. Шифрин)

### Драме
- Владимир Мајаковски (1913)
- Хладан туш (1930), где се руга совјетској бирократији
- Владимир Мајаковски (Владимир Маяковский. Титловано: Трагедија, 1914)
- Баф мистрерије (Мистерия-Буфф, 1918)
- Стеница (Клоп, 1929)
- Бања (Баня. 1930)
- Москва гори 1905 (Москва горит. 1905, 1930)

### Есеји и скице
- Моје откриће Амереке (Мое открытие Америки, 1926), у четири дела
- Како правити стихове (Как делать стихи, 1926)

### Остала дела
- Мистерија Буфо
- Шамар јавном укусу (1912)

## Галерија
- Битка Русије и Аустроугарске за Галицију (1914)
- Заузимање Лвова (1914)